# Coke Live Music Festival
Het Coke Live Music Festival is een muziekfestival wat jaarlijks gehouden wordt in de Poolse stad Krakau. Het festival wordt georganiseerd door Alter Art en heeft als hoofdsponsor The Coca-Cola Company.
Van 2006 tot 2008 werd het festival gehouden in het Henryk Reymanstadion. Sinds 2009 wordt het Coke Live Music Festival gehouden op het terrein van het Pools Luchtvaartmuseum. Het festival duurt 2 dagen en wordt gehouden in augustus.

## 2006
De 2006-editie duurde maar een dag. Op 9 september 2006 gaven de volgende artiesten een optreden:
- Jay-Z
- Shaggy
- Tatiana Okupnik
- Reni Jusis
- Vavamuffin
- Numer Raz
- DJ Deszczu Strugi
- EastWest Rockers

## 2007
In 2007 werd het festival gehouden van 24 tot 25 augustus. De volgende artiesten gaven een optreden:
Main Stage
- Rihanna
- Akon
- Faithless
- Lily Allen
- Common
- Maleo Reggae Rockers
- Pinnawella
- Tomek Makowiecki

Coke Stage
- Brainstorm
- S.U.N
- Saules Kliosas
- O.S.T.R.
- Molesta Ewenement
- Łąki Łan
- Łona i Webber
- Boogie Mafia
- Baron
- Plazmatikon

Burn Stage
- Mosquito
- Boogie Mafia
- Igor
- Cbass & Mikobene
- Wroobel

## 2008
Van 22 tot 23 augustus 2008 werd voor de laatste keer het Henryk Reymanstadion gebruikt. De volgende artiesten waren te zien op het festival:
- Timbaland
- Sean Paul
- Missy Elliott
- Kaiser Chiefs
- The Prodigy
- Sokół feat. Pono

- Pezet
- Indios Bravos
- Afromental
- The Car Is on Fire
- Angelo Mike
- Neverafter

## 2009
In 2009 werd het muziekfestival voor het eerst gehouden op het terrein van het Pools Luchtvaartmuseum. Het festival had eenmaal een lengte van drie dagen, van 20 tot 22 augustus traden de volgende artiesten op:
20 augustus
- We Call It a Sound
- James
- The Streets
- The Killers
- Kumka Olik
- Coma

21 augustus
- O.S.T.R.
- Lupe Fiasco
- Gentleman
- 50 Cent
- Warszafski Deszcz
- Łąki Łan
- Junior Stress & Sun El Band
- June

22 augustus
- Abradab
- Madcon
- Shaggy
- Nas
- 2cztery7
- Ten Typ Mes
- Marika
- EastWest Rockers
- Vavamuffin

## 2010
De 2010-editie werd opnieuw gehouden in het Pools Luchtvaartmuseum, de duur van het festival werd echter weer teruggedraaid naar twee dagen. De volgende artiesten gaven een optreden:

### 20 augustus
Main Stage
- Sofa
- N.E.R.D
- Thirty Seconds to Mars
- The Chemical Brothers

Coke Stage
- Rotten Bark
- CF98
- donGURALesko
- L.Stadt

Burn Stage
- Spox
- V/A Team
- Sorry
- Ghettoblasters
- Plastic vs. Pono
- Mentalcut

### 21 augustus
Main Stage
- Muchy
- The Big Pink
- Panic! at the Disco
- Muse

Coke Stage
- The Natural Born Chillers
- Irena
- Eldo
- Fox

Burn Stage
- Buszkers
- Zeepy Zep
- Duofonk
- Mosqitoo
- Last Robots

## 2011

### 19 augustus
Main Stage
- You Me at Six
- White Lies
- The Kooks
- Interpol

Coke Stage
- Vallium
- Out of Tune
- Kid Cudi
- Parias

Burn Stage
- Burn Studios
- Olivia Anna Livki
- Maximilian Skiba

### 20 augustus
Main Stage
- Pablopavo i Ludziki
- Everything Everything
- Editors
- Kanye West

Coke Stage
- Popkultura
- Fonovel
- Łona Weber & the Pimps
- Gooral

Burn Stage
- Burn Studios
- Club Collab
- Rubber Dots
- Envee

## 2012
11 augustus
- The Killers
- The Roots
- Kim Nowak
- Cool Kids of Death
- Mystery Jets
- Fair Weather Friends
- KAMP!
- Pezet & Małolat

12 augustus
- Placebo
- Snoop Dogg
- Tabasko
- Muchy
- Crystal Fighters
- Spector
- Keira Is You
- Azari & III

## 2013

### 9 augustus
Main Stage
- Mela Koteluk
- Brodka
- Bisz B.O.K Live Band
- Biffy Clyro
- Franz Ferdinand

Cracow Stage
- Magnificent Muttley
- Regina Spektor
- Dawid Podsiadło

### 10 augustus
Main Stage
- Marika & Spokoarmia
- The Cribs
- Wu-Tang Clan
- Florence and the Machine

Cracow Stage
- Łagodna Pianka
- Ras Luta
- Très.b
- Katy B